# Richard Topcliffe
Richard Topcliffe (* 14. November 1531; † November oder Dezember 1604) war ein englischer Großgrundbesitzer, Abgeordneter und Mitglied der Anwaltskammer Gray’s Inn, der als Vernehmungsbeamter von Elisabeth I. und als Verfolger von Mitgliedern der katholischen Kirche bekannt wurde und als „grausamster Folterknecht der Königin“ galt. Zu seinen Opfern zählten unter anderem die Jesuiten Robert Southwell, John Gerard und Henry Garnet, aber auch der Dichter Ben Jonson.

## Leben und Werk
Topcliffe war der älteste Sohn des wohlhabenden Gutsbesitzers Robert Topcliffe aus dem Weiler Somerby in Lincolnshire und dessen Frau Margaret, einer Tochter des dritten Barons Burgh of Gainsborough. Die Eltern starben, als er zwölf Jahre alt war, und sein Onkel Sir Anthony Neville wurde sein Vormund. Er gab ihn 1548 in das Internat von Gray’s Inn in den Borough of Holborn nahe London, wo er ein Studium der Rechtswissenschaften aufnahm. Nach Abschluss und Aufnahme in die Anwaltskammer trat er 1557 in die Dienste der damaligen Prinzessin Elisabeth ein, war jedoch bis in die 1570er Jahre hauptsächlich mit der Verwaltung seiner eigenen Ländereien beschäftigt. 
Er heiratete Jane, Tochter von Sir Edward Willoughby of Wollaton aus Nottinghamshire. Mit ihr hatte er sechs Kinder, seinen Erstgeborenen und Haupterben Charles, drei weitere Söhne namens John, die allesamt im frühen Kindesalter starben, sowie zwei Töchter Susannah und Margaret.
Topcliffe war ab 1572 gewähltes Mitglied des Parlaments, wo er Beverley und später Old Sarum vertrat; er wurde jedoch vor allem von Lord Burghley als Mitarbeiter der inneren Sicherheit beschäftigt. Bald hatte er als Lord Burghleys Chief Inquisitor und her Majesty's servant (Diener ihrer Majestät, der Königin) den Ruf eines unerbittlichen und einfallsreichen Vernehmers und Folterers im elisabethanischen Kampf gegen den Katholizismus, insbesondere gegen Jesuiten und katholische Priester. Auch in seinem eigenen Haus in Westmienster ließ er eine Folterkammer einrichten.
Als Dank für seine Dienste erhielt er von Elisabeth Ländereien in Derbyshire, wo er sich zur Ruhe setzte und 1604 im Alter von 73 Jahren verstarb.